# Aeroporto di Bangui-M'Poko
L'Aeroporto di Bangui-M'Poko (IATA: BGF, ICAO: FEFF) è il più esteso aeroporto centrafricano, situato a circa 8 km a Nord-ovest di Bangui, capitale della Repubblica Centrafricana.

## Campo di aviazione
La Torre di controllo, invia e riceve sulla frequenza di 119,7 MHz. L'aeroporto dispone inoltre di diversi ausili alla navigazione, tra cui un sistema di atterraggio strumentale. Il Radiofaro trasmette sulla frequenza di 116,3 MHz con l'identificatore MPK. È predisposto inoltre un dispositivo di misurazione a distanza. L'aeroporto è inoltre provvisto di 4 piazzole per elicotteri poste nell'area militare.